# Örjan Sandler
Olof Örjan Sandler (* 28. September 1940 in Sunne, Jämtland) ist ein ehemaliger schwedischer Eisschnellläufer.
Sandler war für fast zwei Jahrzehnte im Eisschnelllauf aktiv. Seine ersten internationalen Wettkämpfe bestritt er 1964. Er konnte sich dabei für die Olympischen Winterspiele in Innsbruck qualifizieren. Über die Distanzen 1500, 5000 und 10.000 Meter belegte er die Plätze 18, 19 und 17. Vier Jahre später konnte er bei den Olympischen Winterspielen 1968 im französischen Grenoble überraschend Bronze über 10.000 Meter gewinnen. Über 1500 Meter sowie 5000 Meter erreichte der die Ränge 10 und 6. Die Mehrkampfweltmeisterschaft 1969 beendete er auf Rang 7, was sein bestes WM-Ergebnis war. Sandler konnte sich über 5000 und 10.000 Meter für die Olympischen Winterspiele 1972 in Sapporo qualifizieren und erreichte dort die Plätze 14 und 15. Die Europameisterschaften beendete er regelmäßig unter den besten 16, wurde aber nie besser als Siebter 1975. Bei seinen vierten Olympischen Winterspielen 1976 in Innsbruck trat Sandler erneut über 5000 Meter und 10.000 Meter an. Beide Male konnte er sich unter den Top Ten platzieren, in dem er die Ränge 8 und 5 erreichte. Nach seinen letzten Olympischen Winterspielen 1980, bei denen er über 10.000 Meter den 14. Platz belegte, beendete Sandler seine aktive Karriere.
Sandler war aus als Orientierungsläufer und im Triathlon aktiv.
Er studierte an der Gymnastik- och idrottshögskolan in Stockholm und arbeitete als Sportlehrer in Strömsund.

## Persönliche Bestzeiten
| Strecke  | Zeit         | Datum           | Ort       |
| -------- | ------------ | --------------- | --------- |
| 0500 m   | 41,20 s      | 1. März 1969    | Inzell    |
| 1000 m   | 1:21,90 min  | 4. Februar 1969 | Davos     |
| 1500 m   | 2:04,20 min  | 6. Februar 1968 | Davos     |
| 3000 m   | 4:21,30 min  | 8. Februar 1969 | Davos     |
| 5000 m   | 7:22,50 min  | 1. März 1969    | Inzell    |
| 10.000 m | 15:09,00 min | 19. Januar 1980 | Trondheim |